# Downstairs
Pour plus de détails, voir Fiche technique et Distribution.
Downstairs est un film américain réalisé par Monta Bell, sorti en 1932.

## Synopsis
Lors du mariage d'Albert, le maître d'hôtel du baron Von Burgen, avec la jeune femme de chambre Anna, le chauffeur nouvellement embauché, Karl Schneider, arrive et retrouve une vieille connaissance - un ancien amant - la comtesse De Marnac, qui semble mécontente que Karl se mêle à ses amis de l'élite. Cette nuit-là, lorsque François, l'un des majordomes, est trop ivre pour travailler, Albert est appelé à prendre sa place. Anna, qui n'est plus accompagnée, reçoit la visite de Karl, qui gagne sa sympathie en lui racontant son enfance malheureuse.
Un jour, Karl conduit la baronne Eloïse à Vienne pour faire les magasins. Elle lui demande de la déposer à son appartement en ville qu'elle garde pour les visites de son petit ami. Lorsqu'ils rentrent chez eux, Eloïse prétend qu'ils ont eu un accident mais Albert ne la croit pas. Il interroge Karl à ce sujet, et balaie d'un revers de main la tentative de Karl de dire la vérité. Il lui rappelle au contraire de rester loyal envers leurs employeurs vis-à-vis de sa position sociale et l'avertit de ne jamais interférer avec les gens de la haute société.
Bien que Karl soit d'accord avec les conseils d'Albert, il saute sur l'occasion pour séduire Anna, dont il se rend vite compte qu'elle est très naïve et facile à manipuler. Il tente de l'embrasser, mais elle le gifle et l'avertit de ne plus jamais essayer. Alors qu'Albert revient dans la pièce, Karl décide de partir pour éviter une situation de remords, et il se rend dans sa chambre, où l'attend la cuisinière Sophie. Après un bref flirt, elle passe la nuit chez lui. Le lendemain, Karl insulte Sophie et lui ment en disant qu'il est le fils illégitime d'une famille royale afin de lui extorquer de l'argent. Il utilise ensuite un bijou qu'il a trouvé la veille chez Eloise dans la voiture pour gagner le respect d'Anna, bien qu'elle soit dégoûtée par ce qu'il a fait à Sophie et le rejette. Il épingle tout de même le bijou sur son collier de crucifix et Eloïse le reconnaît rapidement comme étant le sien. Lorsqu'elle accuse Anna de l'avoir volé, Karl vient à la rescousse en prétendant que le bijou est le sien et en regagnant la sympathie d'Anna.
Eloïse reconnaît qu'il s'agit d'un chantage car Karl sait qu'elle a un amant qu'elle rencontre à l'appartement. Eloïse en discute plus tard avec le Baron, et Albert l'entend dire que Karl et Anna ont une liaison. Eloïse, qui se réjouit du scandale, s'arrange pour qu'ils aient un peu d'intimité ensemble lors d'une partie de pêche, mais à la dernière minute, le baron exige qu'Albert l'accompagne. Albert confronte alors Karl, l'avertissant de rester loin d'Anna. Karl et Anna restent en arrière, et il tente à nouveau sa chance en l'emmenant dans un pub. Ils se rapprochent jusqu'à ce qu'elle découvre qu'il a réservé une chambre pour eux deux. Dégoûtée par ses intentions, elle part. Karl la suit dans sa chambre et prétend qu'il lui a menti et l'a trompée uniquement parce qu'il est très amoureux d'elle. Vulnérable à ses paroles, Anna s'inquiète lorsqu'il annonce qu'il va quitter le manoir. Karl le remarque et l'embrasse passionnément en guise d'adieu. Ils finissent par passer la nuit ensemble.
Dès son retour de voyage, Albert licencie Karl pour une raison plausible, puis se défoule sur Anna en critiquant son apparence. Anna, en larmes, lui reproche de l'avoir poussée à rechercher l'affection d'un autre homme. Karl, quant à lui, fait chanter la baronne pour qu'elle le réinstalle comme chauffeur. Albert se sent humilié et annonce à Eloïse qu'il va démissionner. Eloïse tente de l'en empêcher et, en larmes, admet avoir été victime d'un chantage. Albert lui conseille d'aller à la police, mais elle lui répond qu'elle ne peut pas, car sa liaison avec lui ne doit pas être rendue publique. Albert, qui a de la sympathie pour elle, accepte de rester et prévoit de détruire Karl. Cette nuit-là, Sophie, malheureuse, offre à Karl toutes ses économies afin de réaliser son rêve de s'enfuir avec lui et d'ouvrir leur propre boutique.
Le lendemain matin, Karl, avec les économies de Sophie, fait ses valises pour partir à Paris et supplie Anna de le rejoindre. Anna refuse, lui disant qu'elle est toujours amoureuse d'Albert. Anna tente de lui échapper avec l'argent de Sophie, mais ils finissent par renverser un grand casier de bouteilles de vin, attirant l'attention du baron. Le baron pense qu'elles se disputent pour le vin et leur ordonne de s'excuser mutuellement. Dès que le baron est parti, Albert fait semblant de se réconcilier avec Karl, lui offre du vin, puis lui dit de sortir de leur vie. Ils se disputent à nouveau lorsque Karl refuse. Anna, craignant que l'un ne tue l'autre, appelle le baron et Albert fait avouer à Karl ses nombreuses tromperies. Le baron ordonne à Karl de partir et félicite Albert pour son courage et sa loyauté. 
Karl quitte les lieux, prêt à s'introduire dans la vie d'une autre femme de la haute société.

## Fiche technique
- Titre : Downstairs
- Réalisation : Monta Bell
- Scénario : John Gilbert , Lenore J. Coffee et Melville Baker
- Photographie : Harold Rosson
- Société de production : Metro-Goldwyn-Mayer
- Pays de production : États-Unis
- Format : Noir et blanc - 1,37:1
- Genre : drame
- Date de sortie : 1932

## Distribution
- John Gilbert : Karl Schneider
- Paul Lukas : Albert
- Virginia Bruce : Anna, la femme d'Albert
- Hedda Hopper : Comtesse De Marnac
- Reginald Owen : Baron 'Nicky' von Burgen
- Olga Baclanova : Baronne Eloise von Burgen
- Bodil Rosing : Sophie
- Otto Hoffman : Otto
- Lucien Littlefield : Françoise
- Marion Lessing : Antoinette
- Torben Meyer (non crédité)
- Karen Morley (non créditée)
- Michael Visaroff (non crédité)
- Naomi Childers (non crédité)